# Tribseer Straße 26 (Stralsund)
Das Gebäude mit der postalischen Adresse Tribseer Straße 26 ist ein denkmalgeschützter, zehnachsiger Putzbau in der Tribseer Straße in Stralsund.

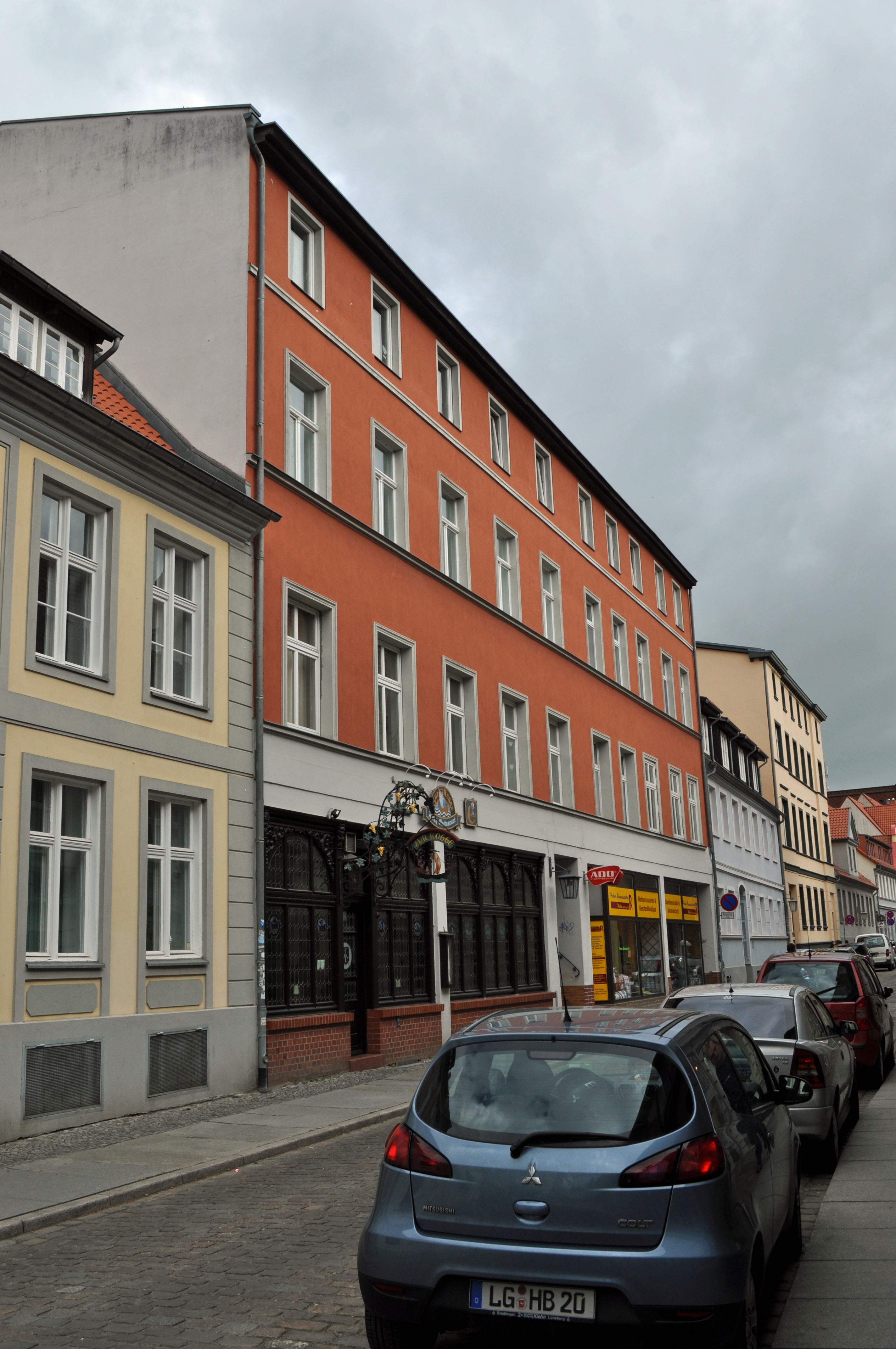
Das Haus Tribseer Straße 26 in Stralsund (2012)

Das Haus liegt im Kerngebiet des von der UNESCO als Weltkulturerbe anerkannten Stadtgebietes des Kulturgutes „Historische Altstädte Stralsund und Wismar“. In die Liste der Baudenkmale in Stralsund ist es mit der Nummer 759 eingetragen.
Das 1757 errichtete Gebäude gehörte wie seine östlichen Nachbarn Tribseer Straße 24, Tribseer Straße 24 a und Tribseer Straße 25 zu den Produktionsgebäuden der Stralsunder Fayencenmanufaktur und der Stralsunder Münzprägeanstalt von Joachim Ulrich Giese. Bei der Explosion des Köpkenturms am Tribseer Tor im Jahr 1770 wurde es wie die Nachbargebäude zerstört. Seit den 1920er Jahren beherbergt es die Gaststätte „Zur Kogge“.